# 土手道

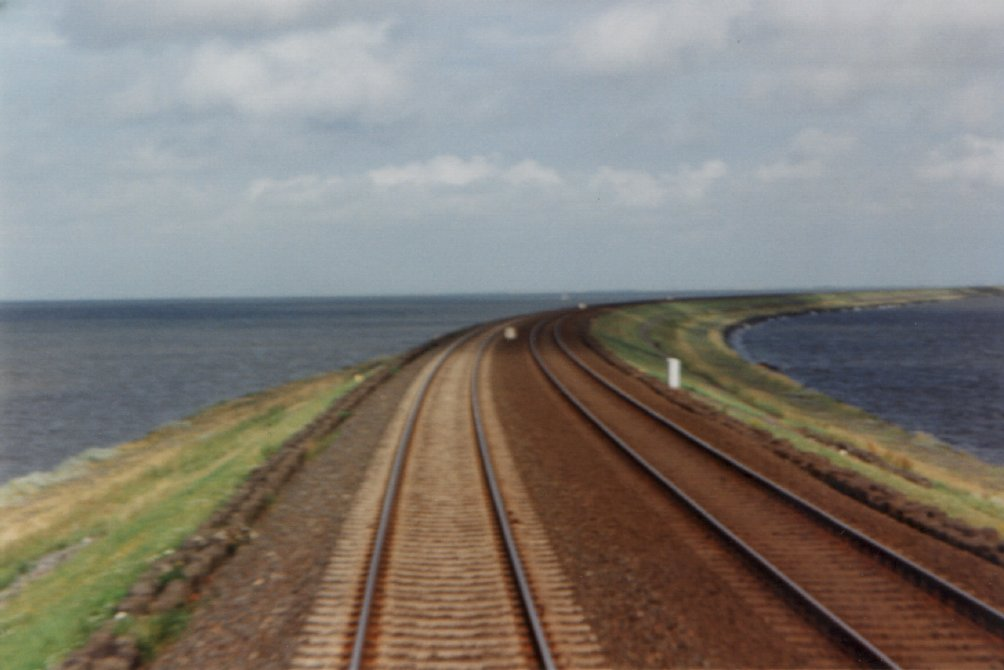
ドイツ・シュレースヴィヒ＝ホルシュタイン州のジルト島へワッデン海上を通じるヒンデンブルクダムの土手道。

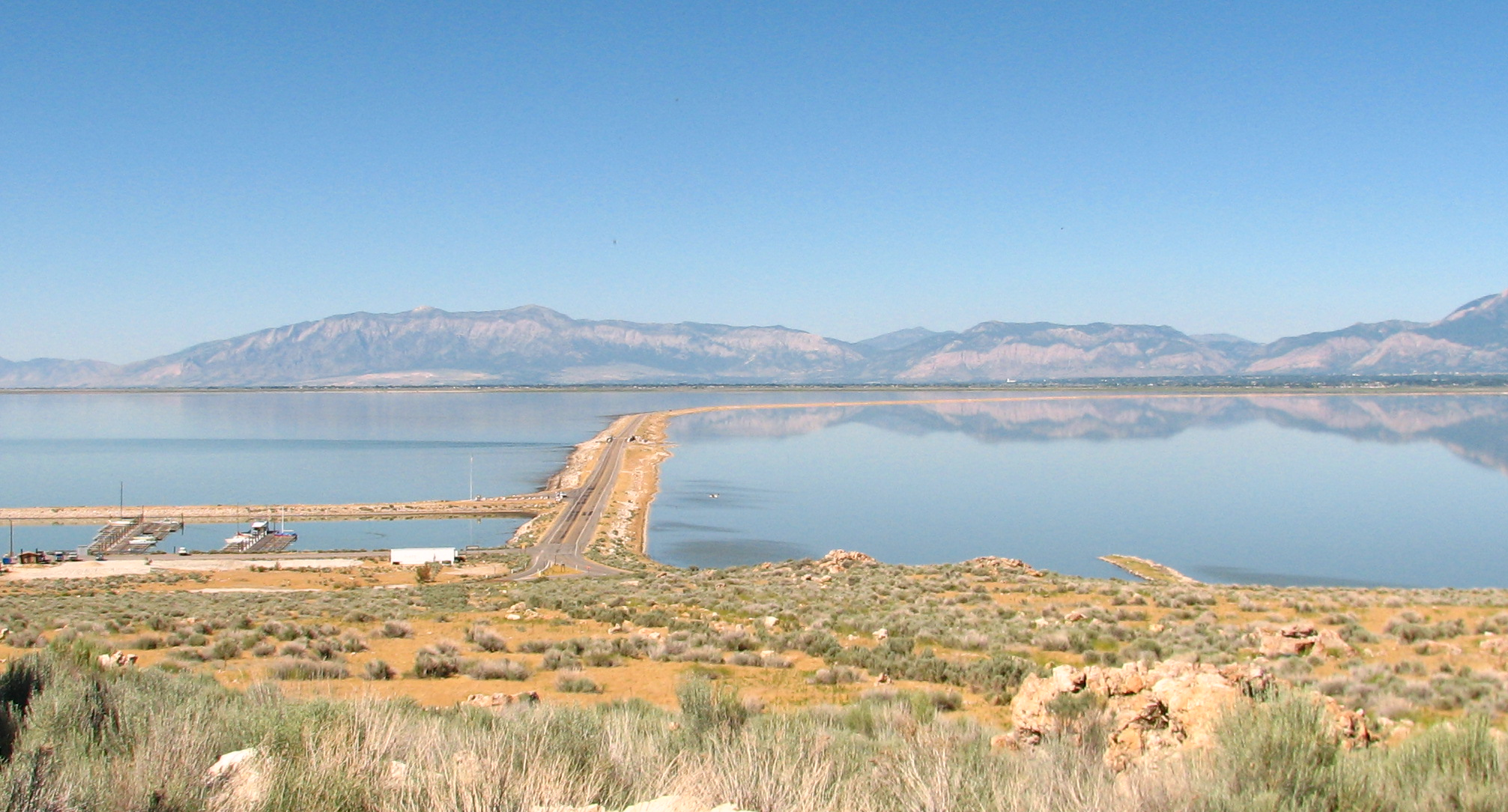
アメリカ合衆国・ユタ州でグレートソルト湖上をアンテロープ島へ通じる土手道。

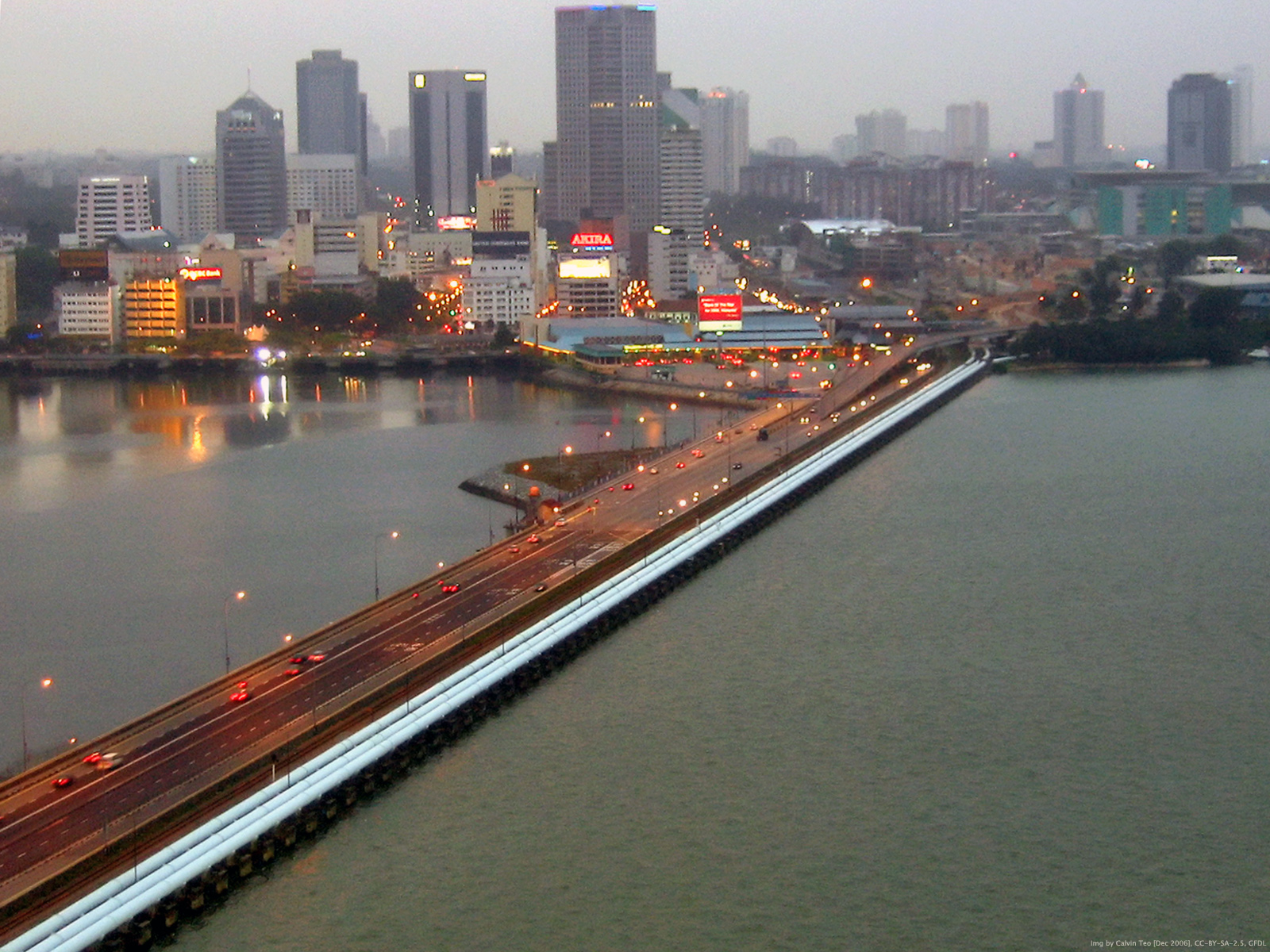
ジョホール・シンガポール・コーズウェイはシンガポールとマレーシアを結ぶ重要な道路となっている。

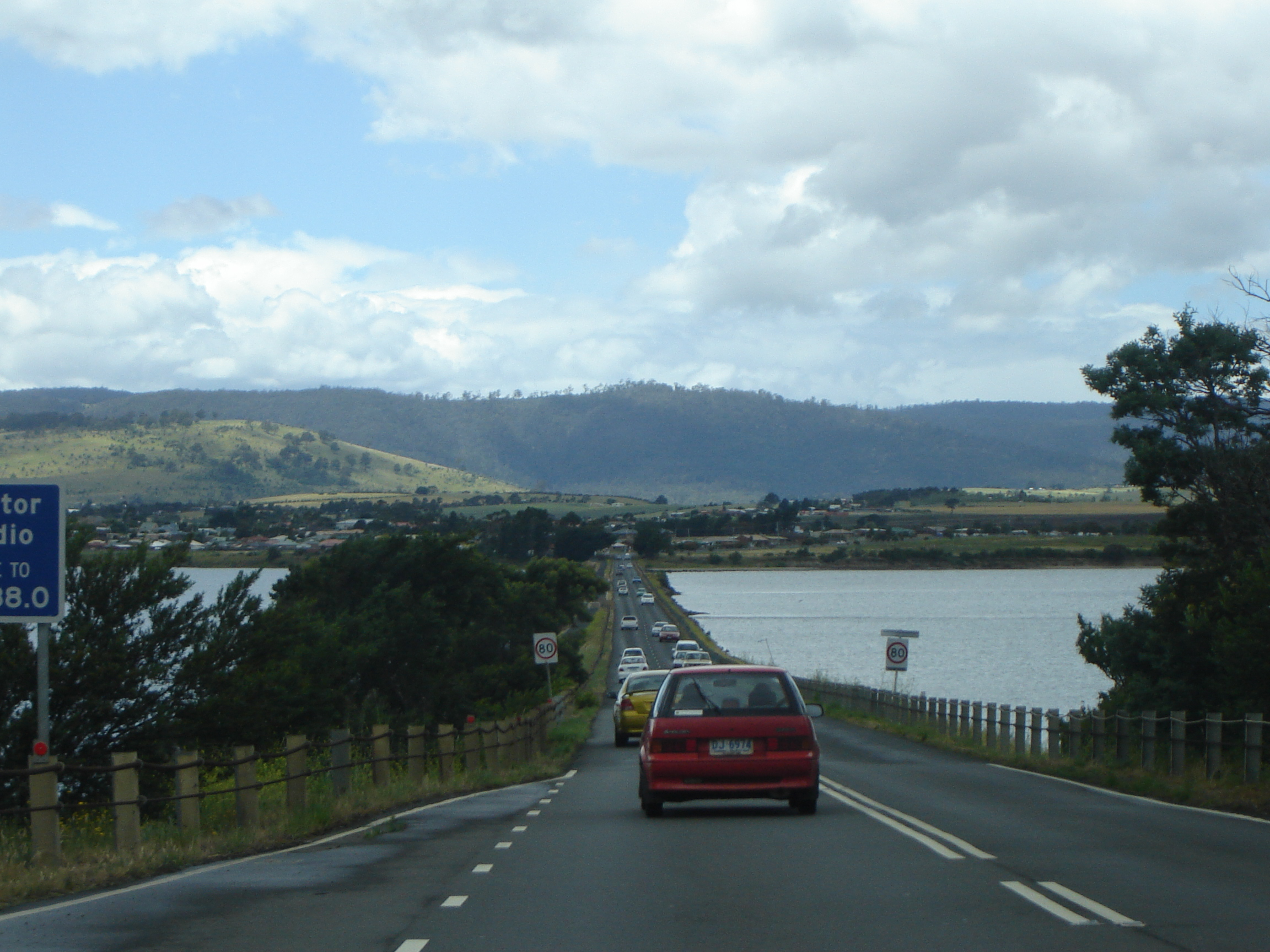
オーストラリア・タスマニア島のゾレル・コーズウェイ。

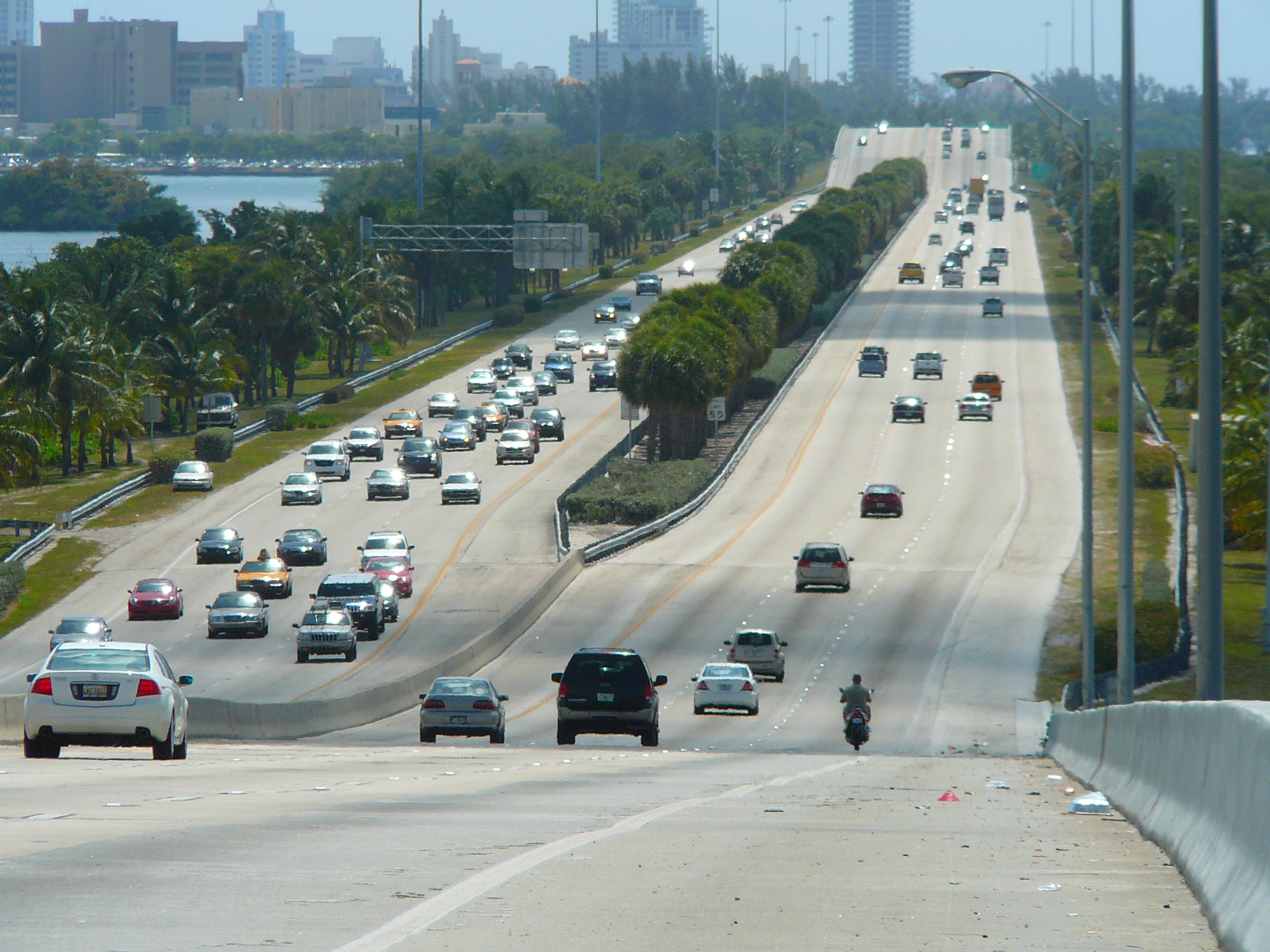
アメリカ合衆国・フロリダ州でマイアミとマイアミビーチを結ぶジュリア・タットル・コーズウェイ。

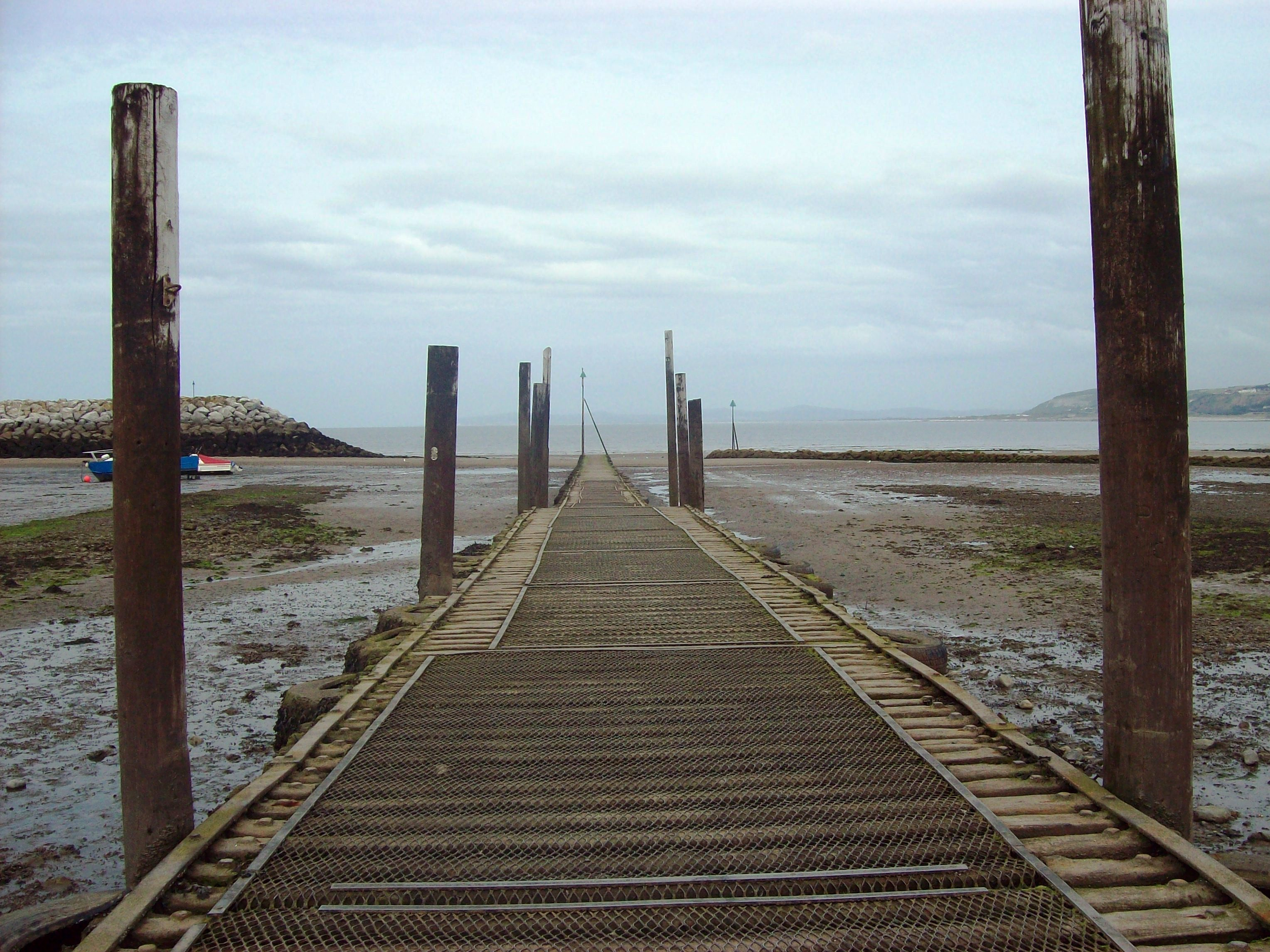
イギリス・ウェールズのコルウィン湾 (Colwyn Bay) にある土手道。

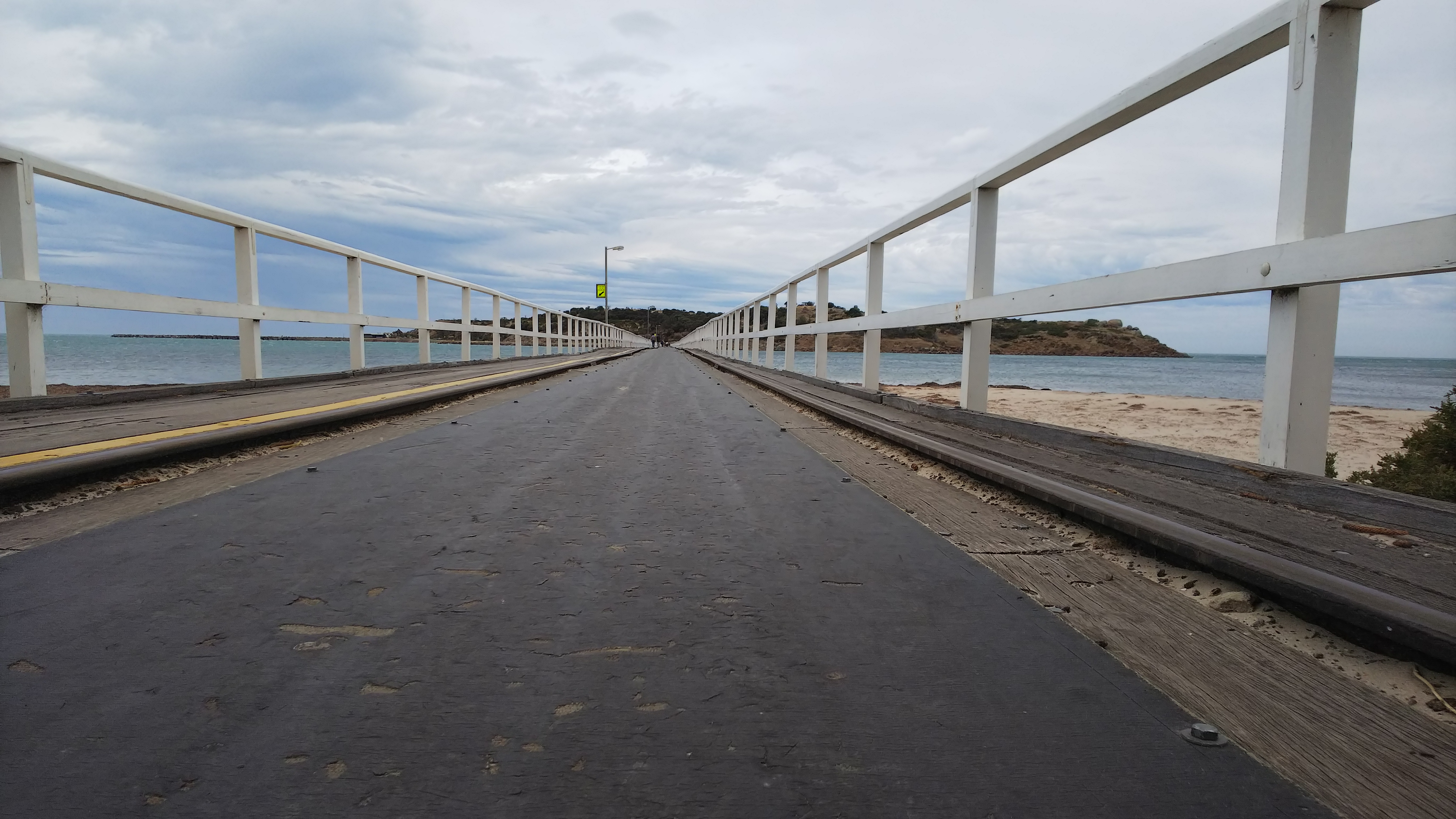
オーストラリア・ヴィクターハーバーとグラニット島を結ぶ土手道(1867年完成)

土手道（どてみち）、あるいは陸橋（りっきょう）は、水域や湿地を横断して盛土を建設し、道路や線路を敷けるようにした構造である。英語からコーズウェイ（英語: Causeway）とも言う。元からあった陸地の間を完全に埋め立てて連結してしまうこともあれば、潮の流れや船の往来のために途中に切れ目を造って、その部分にだけ橋を架けることもある。
盛土の上ではなく、アーチなどを設けてその上に交通を通すようにしたものは、高架橋と呼ばれる。短い高架橋は立体交差などとなる。洪水対策のための暗渠などが設けられると、土手道と高架橋の違いはやや不明瞭となるが、一般的に道路や線路が大半の部分で土や石に支えられているものを土手道と呼び、橋脚の間に渡された桁が支えているものを高架橋と呼ぶ。海に建設された盛土の高さの低い土手道は、大潮の時期などのように潮位が上昇する日や、気象条件によって波浪の激しい時には、通行できなくなることもある。

## 建設

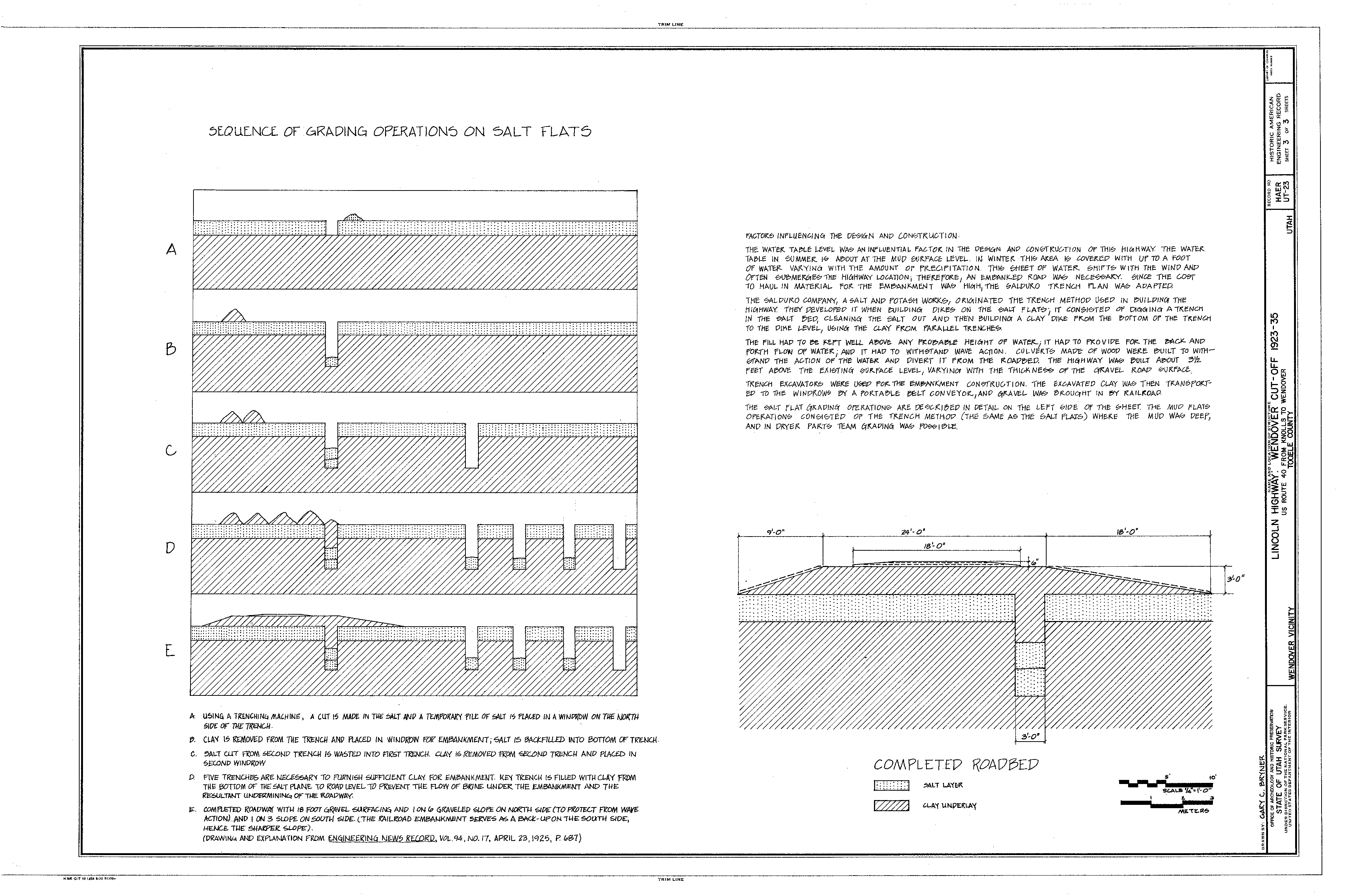
1920年代初めに塩床を横断して建設されたウェンドオーバー・カットオフ (:en:Wendover Cut-off) の図面。

現代の土手道は、鋼鉄製の壁のような杭やコンクリートの擁壁を打ち込んで、お互いに鋼鉄のケーブルやロッドでつなぎとめた囲い堰の中に建設されることがある。この構造物は水域を2つに分割する堤防としても機能することがあり、たとえば両側で水位が異なっていたり、一方に塩水、もう一方が淡水になっていたりする。そうした目的の方が主なものとして建設されることがあり、その場合には道路は堤防の頂上を固めて、水が越流した際に侵食を防ぐといった役割がある。また堤防の補修工事のアクセス通路となることもある。

## 例
シンガポールとマレーシアを結ぶジョホール・シンガポール・コーズウェイや、バーレーンとサウジアラビアを結ぶキング・ファハド・コーズウェイ（の一部）、ヴェネツィアと本土を結ぶ部分などが有名な土手道である。これらはすべて道路と鉄道の両方を通している。オランダでは締め切り大堤防やゾイデル海開発の堤防など、数多くの大きな堤防は土手道としての役割もある。パナマでは、ペリコ・フラメンコ・ナオスの島々とパナマ市を土手道が結んでおり、これはパナマ運河へ出入りする船にとっての防波堤の役割をかねている。アステカのテノチティトランには、道路と水路を通す土手道があった。これまでに発見されたもっとも古い土手道は、紀元前3800年代のイングランドのスウィート・トラック (Sweet Track) である。
オークニー諸島のチャーチル・バリア (Churchill Barriers) は、ヨーロッパでも有名な土手道である。天然の港であるスカパ・フローの東側、最大18 mの水深の場所に、5つの島を結んで4つの土手道が建設されている。これは第二次世界大戦の際にウィンストン・チャーチル首相の命令で、軍港の防衛のために建設されたものである。
日本においては、沖縄本島の勝連半島と平安座島 を結ぶ海中道路等がある。

## 注意点
土手道を建設すると潮流に影響を与える可能性があり、浜辺の侵食をもたらしたり土砂の沈殿が変化したりする。これはたとえば、ドイツのヒンデンブルクダムにおいて問題になった。また台風やハリケーンが接近すると、強い風や波によって土手道は危険なものとなる。悪天候の際に島民が早めに脱出するのは、渋滞の問題と並んでこれが主な理由である。
船乗りは、土手道が水域を永久に分断してしまい、また橋などに比べて水上から見えにくいことから注意する必要がある。